# Gauricsa

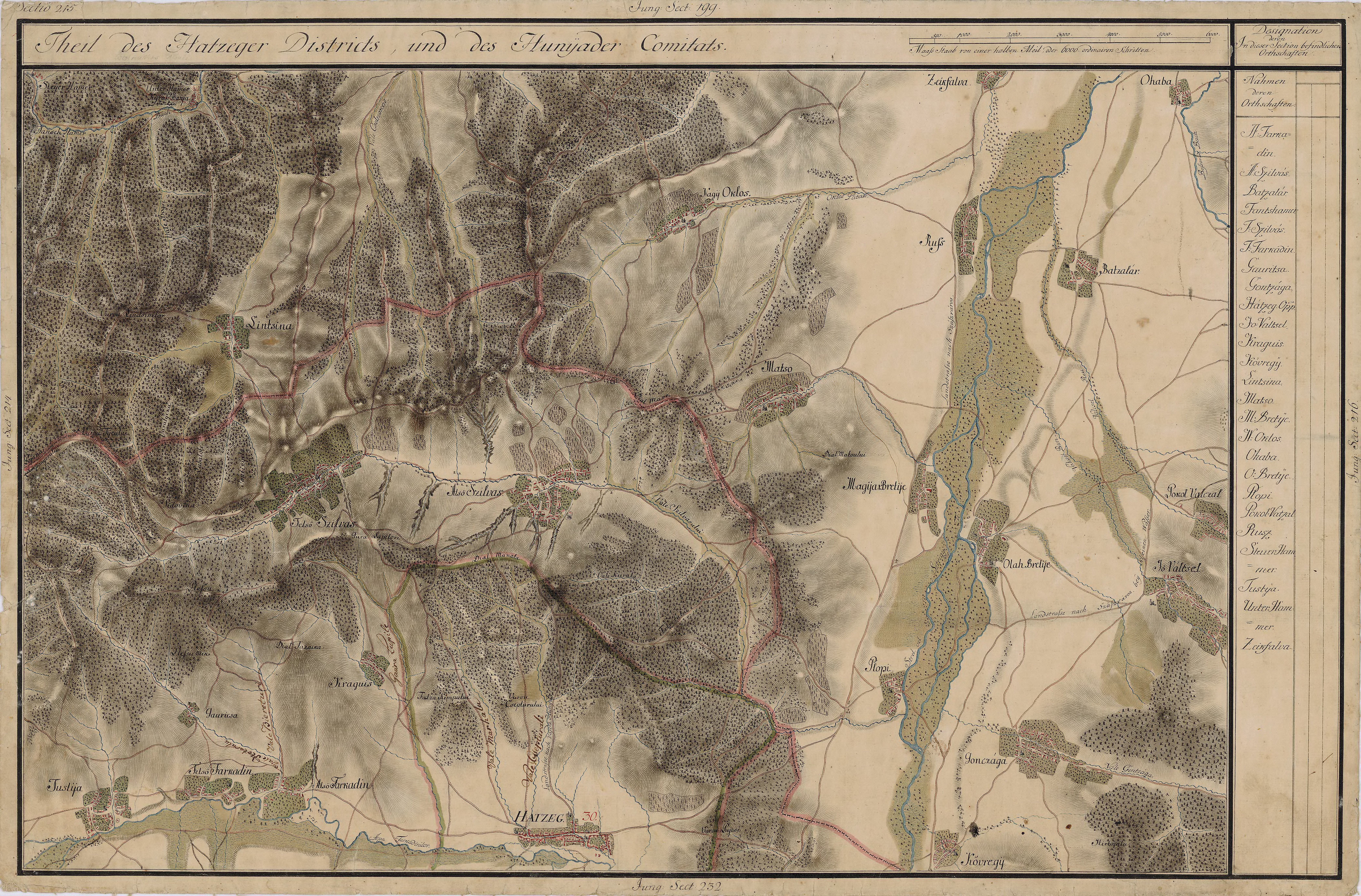
Gauricsa egy régi térképen

Gauricsa (románul: Livezi) település Romániában, Erdélyben, Hunyad megyében.

## Fekvése
Hátszegtől nyugatra fekvő település.

## Története
Gauricsa nevét 1808-ban említette először oklevél Gauriczá írásmóddal. 1861-ben Gauricsa, 1888-ban Gaurácsa (Geurény, Gauricsa, Gaurusa), 1913-ban Gauricsa alakban írták.
A trianoni békeszerződés előtt Hunyad vármegye Hátszegi járásához tartozott. 1909-1912 között 265 görögkatolikus lakosa volt.